# Slovenská národná strana
Slovenská národná strana (zkratka SNS, česky Slovenská národní strana) je slovenská pravicově populistická politická strana, někdy označovaná jako ultranacionalistická. Hlásí se k odkazu historické Slovenské národní strany, založené v 19. století, právně se však jedná o dva odlišné subjekty. Předsedou strany je Andrej Danko.

## Historie strany
Strana byla založena v prosinci 1989 a zaregistrovaná v březnu 1990. Označuje se za ideologickou nástupkyni historické Slovenské národní strany, existující v letech 1871 až 1938.
Na 15. sněmu strany 21. října 2006 v Žilině potvrdili delegáti ve funkci předsedu strany Jána Slotu, první místopředsedkyní zůstala Anna Belousovová. Místopředsedy byli Rudolf Pučík, Valentín Švidroň, Dušan Švandtner a Jaroslav Paška.
Na 17. sněmu strany 25. září 2010 v Ružomberku byl ve vedení strany potvrzen předseda Ján Slota. Novým prvním místopředsedou se stal Andrej Danko. Za místopředsedy byli zvoleni Rafael Rafaj, Ján Ikrényi a Peter Petko.
Od roku 2012 je předsedou strany Andrej Danko.
V parlamentních volbách v roce 2023 strana získala 5,62 % hlasů, ovšem z 10 poslanců původně zvolených za SNS byl ze začátku jejím členem pouze předseda Andrej Danko. Ostatní kandidáti zvolení za SNS byli buď členy stran NK/NEKA, Slovenský patriot a ŽIVOT, nebo nestraníci. Danko před volbami uvažoval i o zařazení členů KSS na kandidátku strany, k tomu však nakonec nedošlo. SNS se stala součástí čtvrté vlády Roberta Fica, ve které získala tři ministerstva včetně Ministerstva cestovního ruchu a sportu, které vzniklo na začátku roku 2024. Ministerstvo cestovního ruchu a sportu později připadlo straně SMER-SD.
V prvním kole prezidentských voleb v roce 2024 byl kandidátem strany Andrej Danko, který se své kandidatury vzdal ve prospěch Štefana Harabina. Ve druhém kole strana podporovala zvoleného prezidenta Petera Pellegriniho.

## Předsedové strany
- Víťazoslav Moric, 19. května 1990 – 23. března 1991
- Jozef Prokeš, 23. března 1991 – 10. října 1992
- Ľudovít Černák, 10. října 1992 – 19. února 1994
- Ján Slota, 19. února 1994 – 25. září 1999
- Anna Malíková, 25. září 1999 – 3. května 2003
- Peter Súlovský, 3. května 2003 – leden 2004
- Ján Slota, leden 2004 – 6. října 2012
- Andrej Danko, od 6. října 2012

## Volební výsledky

### Parlamentní volby
| Volby | Počet hlasů | Hlasy v % | Změna  | Mandátů | Změna | Postavení                          |
| ----- | ----------- | --------- | ------ | ------- | ----- | ---------------------------------- |
| 1990  | 470 984     | 13,94     | –      | 22      | –     | Opozice                            |
| 1992  | 244 527     | 7,93      | ▼ 6,01 | 15      | ▼ 7   | Koalice (HZDS)                     |
| 1994  | 155 527     | 5,4       | ▼ 2,53 | 9       | ▼ 6   | Koalice (HZDS, RSS, ZRS)           |
| 1998  | 304 839     | 9,1       | ▲ 3,7  | 14      | ▲ 5   | Opozice                            |
| 2002  | 95 633      | 3,3       | ▼ 5,8  | 0       | ▼ 14  | Mimo parlament                     |
| 2006  | 270 230     | 11,7      | ▲ 8,4  | 20      | ▲20   | Koalice (SMER-SD, ĽS-HZDS)         |
| 2010  | 128 490     | 5,07      | ▼ 6,63 | 9       | ▼ 11  | Opozice                            |
| 2012  | 116 420     | 4,55      | ▼ 0,52 | 0       | ▼ 9   | Mimo parlament                     |
| 2016  | 225 386     | 8,64      | ▲ 4,09 | 15      | ▲ 15  | Koalice (SMER-SD, Most-Híd, #SIEŤ) |
| 2016  | 225 386     | 8,64      | ▲ 4,09 | 15      | ▲ 15  | Koalice (SMER-SD, Most-Híd)        |
| 2020  | 91 171      | 3,16      | ▼ 5,48 | 0       | ▼15   | Mimo parlament                     |
| 2023  | 166 995     | 5,62      | ▲ 2,47 | 10      | ▲10   | Koalice (SMER-SD, HLAS-SD)         |

### Evropské volby
| Volby  | Počet hlasů | Hlasy v % | Počet mandátů | Frakce               |
| ------ | ----------- | --------- | ------------- | -------------------- |
| 2004 2 | 14 150      | 2,01      | 0             | neúčast v parlamentu |
| 2009   | 45 960      | 5,55      | 1             | účast ve frakci EFD  |
| 2014   | 20 244      | 3,61      | 0             | neúčast v parlamentu |
| 2019   | 40 330      | 4,09      | 0             | neúčast v parlamentu |
| 2024   | 28 102      | 1,90      | 0             | neúčast v parlamentu |

- 1 strana se rozdělila na SNS a PSNS.
- 2 strana se zúčastnila voleb v koalici s Pravou slovenskou národnou stranou.

## Kritika
Ve volební kampani před volbami 2010 použila strana billboardy, jejichž hodnocení se pohybuje na hraně rasismu, jelikož v nich využila stereotypních představ o Romech.